# Polyzonus siamensis
Polyzonus siamensis là một loài bọ cánh cứng trong họ Cerambycidae.